# Kariba (stad)

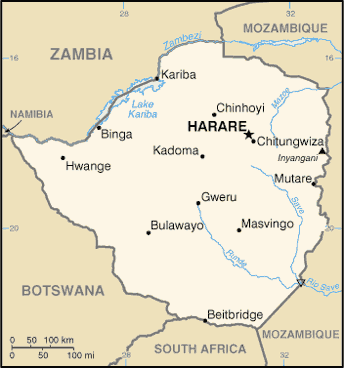
Karta över Zimbabwe, med Kariba i norr.

Kariba är en stad i norra Zimbabwe, på gränsen till Zambia. Folkmängden uppgick till 26 742 invånare vid folkräkningen 2012. Staden ligger i närheten av Karibadammen, vid den nordvästra delen av Karibasjön (Lake Kariba). Staden är ett turistcentrum i Lake Kariba-regionen. 